# Maestro de 1518

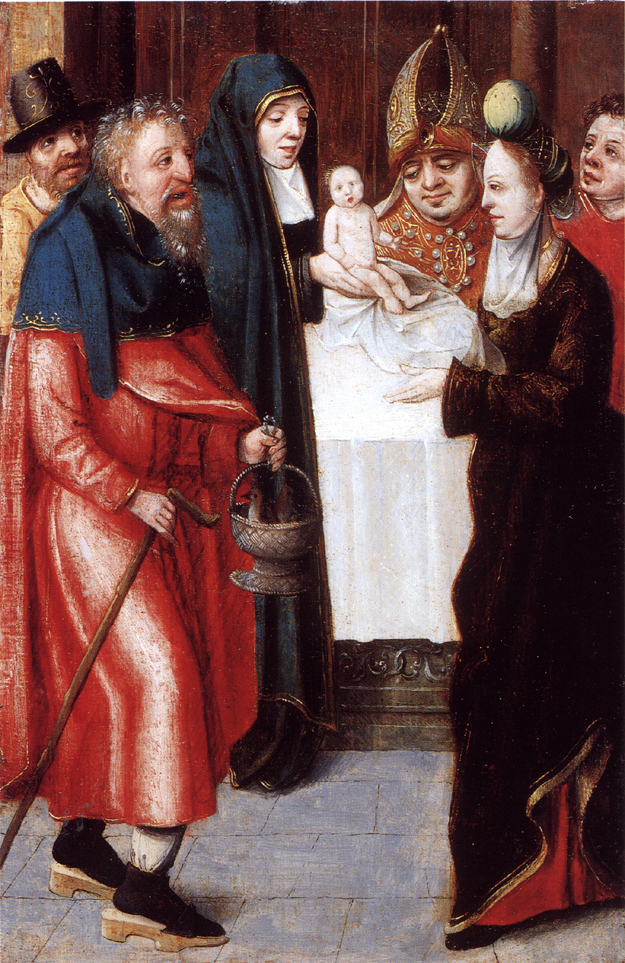
La Presentación del Niño Jesús en el Templo, óleo sobre tabla, colección particular.

Maestro de 1518 es la denominación convencional dada en 1915 por Max Friedländer al pintor del Retablo de la vida de la Virgen de la Iglesia de santa María de Lübeck (Alemania), fechado en su parte escultórica en 1518, cuyas pinturas remiten estilísticamente a los tipos del manierismo de Amberes. Por motivos estilísticos se le han atribuido un numeroso grupo de pinturas anónimas y ha sido identificado por Georges Marlier con Jan van Dornicke, también llamado Jan Mertens el Joven, y por Lorne Campbell con el llamado Maestro de la Abadía de Dileghem. Sus pinturas son principalmente representaciones de escenas religiosas llenas de personajes, que combinan los estilos gótico y renacentista. Asimismo, incorporó a sus pinturas con frecuencia ropas muy elaboradas y ruinas arquitectónicas.